# Гнилой Рог
Гнилой Рог (укр. Гнилий Ріг) — река на Украине, протекает по территории Шепетовского района Хмельницкой области и Ровненского района Ровненской области. Правый приток Вилии (бассейн Днепра).
Длина реки 28 км. Площадь водосборного бассейна 201 км². Уклон реки 1,64 м/км. Русло извилистое, в низовьях выпрямленное, шириной 8—12 м. В сёлах Комины и Белотин созданы пруды. Используется для хозяйственных нужд населения и для охлаждения электростанции. На водохранилище развито рыбоводство.
В нижнем течении в 1981 году было построено водохранилище Хмельницкой атомной электростанции. При создании водохранилища была затоплена территория села Дорогоща. Население села переселено в город Нетешин.
Гнилой Рог берёт начало в лесном массиве северо-восточнее села Мокрец. Течёт на северо-запад. Впадает в Вилию на восточной окраине города Острог.